# French & Saunders
French & Saunders är en brittisk komikerduo bestående av Dawn French och Jennifer Saunders. Det är också namnet på det sketchprogram som de båda skrev för BBC och som sändes åren 1987 till 2005. År 2017 producerades specialprogrammet 300 Years Of French And Saunders. Duon har även turnerat med liveföreställningar. År 1989 nådde paret höga placeringar på flera hitlistor med en välgörenhetssingel för Comic Relief, en cover på Beatles "Help!" tillsammans med Bananarama, en popgrupp de parodierat i sketchprogrammet. Tredje säsongens sjätte avsnitt innehöll sketchen "Modern Mother and Daughter", som senare utvecklades till den framgångsrika TV-serien Helt hysteriskt.